# Аяд Аллаві
Аяд Аллаві (араб. إياد علاوي; нар. 31 травня 1944) — іракський політик, тимчасовий прем'єр-міністр країни у 2004—2005 роках.

## Життєпис
Здобув медичну освіту. Понад 30 років проживав за межами Іраку й повернувся на батьківщину після повалення режиму Саддама Хусейна.
На парламентських виборах 7 березня 2010 року блок «Аль-Іракія» під керівництвом Аллаві здобув перемогу, отримавши 91 місце з 325.